# 全米監督協会賞
全米監督協会賞（ぜんべいかんとくきょうかいしょう、英: Directors Guild of America Award）は、全米監督協会が贈る賞である。1938年にD・W・グリフィスに名誉終身会員賞を与えたのが始まりである。
長編映画監督賞の結果のほとんどは同じ年のアカデミー監督賞と一致している。

## 部門

### 映画賞
- 長編映画監督賞
- ドキュメンタリー映画監督賞

### テレビ部門
- 子供番組監督賞
- コメディシリーズ監督賞
- コマーシャル監督賞
- デイタイムシリアル監督賞
- ドラマシリーズ監督賞
- ミュージカルバラエティ監督賞
- リアリティ番組監督賞
- テレビ映画・ミニシリーズ監督賞

### 特別賞・功労賞
- 名誉終身会員賞
- ロバート・B・アルドリッチ賞
- フランク・キャプラ功労賞
- フランクリン・J・シャフナー功労賞

## 受賞者

### 長編映画監督賞
- 1948: ジョーゼフ・L・マンキーウィッツ - 『三人の妻への手紙』
- 1949: ロバート・ロッセン - 『オール・ザ・キングスメン』
- 1950: ジョーゼフ・L・マンキーウィッツ - 『イヴの総て』
- 1951: ジョージ・スティーヴンス - 『陽のあたる場所』
- 1952: ジョン・フォード - 『静かなる男』
- 1953: フレッド・ジンネマン - 『地上より永遠に』
- 1954: エリア・カザン - 『波止場』
- 1955: デルバート・マン - 『マーティ』
- 1956: ジョージ・スティーヴンス - 『ジャイアンツ』
- 1957: デヴィッド・リーン - 『戦場にかける橋』
- 1958: ヴィンセント・ミネリ - 『恋の手ほどき』
- 1959: ウィリアム・ワイラー - 『ベン・ハー』
- 1960: ビリー・ワイルダー - 『アパートの鍵貸します』
- 1961: ロバート・ワイズ - 『ウエスト・サイド物語』
- 1962: デヴィッド・リーン - 『アラビアのロレンス』
- 1963: トニー・リチャードソン - 『トム・ジョーンズの華麗な冒険』
- 1964: ジョージ・キューカー - 『マイ・フェア・レディ』
- 1965: ロバート・ワイズ - 『サウンド・オブ・ミュージック』
- 1966: フレッド・ジンネマン - 『わが命つきるとも』
- 1967: マイク・ニコルズ - 『卒業』
- 1968: アンソニー・ハーヴェイ - 『冬のライオン』
- 1969: ジョン・シュレシンジャー - 『真夜中のカーボーイ』
- 1970: フランクリン・J・シャフナー - 『パットン大戦車軍団』
- 1971: ウィリアム・フリードキン - 『フレンチ・コネクション』
- 1972: フランシス・フォード・コッポラ - 『ゴッドファーザー』
- 1973: ジョージ・ロイ・ヒル - 『スティング』
- 1974: フランシス・フォード・コッポラ - 『ゴッドファーザーPARTII』
- 1975: ミロス・フォアマン - 『カッコーの巣の上で』
- 1976: ジョン・G・アヴィルドセン - 『ロッキー』
- 1977: ウディ・アレン - 『アニー・ホール』
- 1978: マイケル・チミノ - 『ディア・ハンター』
- 1979: ロバート・ベントン - 『クレイマー、クレイマー』
- 1980: ロバート・レッドフォード - 『普通の人々』
- 1981: ウォーレン・ベイティ - 『レッズ』
- 1982: リチャード・アッテンボロー - 『ガンジー』
- 1983: ジェームズ・L・ブルックス - 『愛と追憶の日々』
- 1984: ミロス・フォアマン - 『アマデウス』
- 1985: スティーヴン・スピルバーグ - 『カラーパープル』
- 1986: オリバー・ストーン - 『プラトーン』
- 1987: ベルナルド・ベルトルッチ - 『ラストエンペラー』
- 1988: バリー・レヴィンソン - 『レインマン』
- 1989: オリバー・ストーン - 『7月4日に生まれて』
- 1990: ケビン・コスナー - 『ダンス・ウィズ・ウルブズ』
- 1991: ジョナサン・デミ - 『羊たちの沈黙』
- 1992: クリント・イーストウッド - 『許されざる者』
- 1993: スティーヴン・スピルバーグ - 『シンドラーのリスト』
- 1994: ロバート・ゼメキス - 『フォレスト・ガンプ/一期一会』
- 1995: ロン・ハワード - 『アポロ13』
- 1996: アンソニー・ミンゲラ - 『イングリッシュ・ペイシェント』
- 1997: ジェームズ・キャメロン - 『タイタニック』
- 1998: スティーヴン・スピルバーグ - 『プライベート・ライアン』
- 1999: サム・メンデス - 『アメリカン・ビューティー』
- 2000: アン・リー - 『グリーン・デスティニー』
- 2001: ロン・ハワード - 『ビューティフル・マインド』
- 2002: ロブ・マーシャル - 『シカゴ』
- 2003: ピーター・ジャクソン - 『ロード・オブ・ザ・リング/王の帰還』
- 2004: クリント・イーストウッド - 『ミリオンダラー・ベイビー』
- 2005: アン・リー - 『ブロークバック・マウンテン』
- 2006: マーティン・スコセッシ - 『ディパーテッド』
- 2007: コーエン兄弟 - 『ノーカントリー』
- 2008: ダニー・ボイル - 『スラムドッグ$ミリオネア』
- 2009: キャスリン・ビグロー - 『ハート・ロッカー』
- 2010: トム・フーパー - 『英国王のスピーチ』
- 2011: ミシェル・アザナヴィシウス - 『アーティスト』
- 2012: ベン・アフレック - 『アルゴ』[注釈 1]
- 2013: アルフォンソ・キュアロン - 『ゼロ・グラビティ』
- 2014: アレハンドロ・ゴンサレス・イニャリトゥ - 『バードマン あるいは（無知がもたらす予期せぬ奇跡）』
- 2015: アレハンドロ・ゴンサレス・イニャリトゥ - 『レヴェナント: 蘇えりし者』
- 2016: デイミアン・チャゼル - 『ラ・ラ・ランド』
- 2017: ギレルモ・デル・トロ - 『シェイプ・オブ・ウォーター』
- 2018: アルフォンソ・キュアロン - 『ROMA/ローマ』
- 2019: サム・メンデス - 『1917 命をかけた伝令』
- 2020: クロエ・ジャオ - 『ノマドランド』
- 2021: ジェーン・カンピオン - 『パワー・オブ・ザ・ドッグ』
- 2022: ダニエル・クワン、ダニエル・シャイナート - 『エブリシング・エブリウェア・オール・アット・ワンス』
- 2023: クリストファー・ノーラン - 『オッペンハイマー』

### ドキュメンタリー映画監督賞
- 1996: アル・パチーノ - 『リチャードを探して』
- 2007: アスガー・レス - "Ghosts of Cité Soleil"
- 2008: アリ・フォルマン - 『戦場でワルツを』
- 2009: ルイ・シホヨス - 『ザ・コーヴ』
- 2010: チャールズ・ファーガソン（英語版） - 『インサイド・ジョブ 世界不況の知られざる真実』
- 2011: ジェームズ・マーシュ - 『プロジェクト・ニム』
- 2012: マリク・ベンジェルール - 『シュガーマン 奇跡に愛された男』
- 2013: ジハーン・ヌージャイム（英語版） - 『ザ・スクエア（英語版）』
- 2014: ローラ・ポイトラス - 『シチズンフォー スノーデンの暴露』
- 2015: マシュー・ハイネマン（英語版） - 『カルテル・ランド（英語版）』
- 2016: エズラ・エデルマン（英語版） - "O.J.: Made in America"
- 2017: マシュー・ハイネマン（英語版） - 『ラッカは静かに虐殺されている』
- 2018: ティム・ウォードル - 『同じ遺伝子の3人の他人』
- 2019: スティーヴン・ボグナー（英語版）、ジュリア・ライカート（英語版） - 『アメリカン・ファクトリー』
- 2020: マイケル・ドゥウェック（英語版）、グレゴリー・カーショウ - 『白いトリュフの宿る森』
- 2021: Stanley Nelson Jr. - 『Attica』
- 2022: セーラ・ドーサ（英語版） - 『ファイアー・オブ・ラブ 火山に人生を捧げた夫婦』
- 2023: ミスティスラフ・チェルノフ（英語版） - 『実録 マリウポリの20日間』

### コメディシリーズ監督賞
- 2007: バリー・ソネンフェルド - 『プッシング・デイジー 恋するパイメーカー』 - "Pie-lette"
- 2008: ポール・フェイグ - The Office - "Dinner Party"
- 2009: ジェイソン・ウィナー（英語版） - 『モダン・ファミリー』 - "The Pilot"
- 2010: マイケル・スピルラー（英語版） - 『モダン・ファミリー』 - "Halloween"
- 2011: Robert B. Weide - 『ラリーのミッドライフ★クライシス』 - "Palestinian Chicken"
- 2012: レナ・ダナム - 『GIRLS/ガールズ』 - "Pilot"
- 2013: Beth McCarthy-Miller - 『30 ROCK/サーティー・ロック』 - "Hogcock!" / "Last Lunch"
- 2014: ジル・ソロウェイ（英語版） - 『トランスペアレント』 - "Best New Girl"
- 2015: Chris Addison - 『Veep/ヴィープ』 - "Election Night"
- 2016: Becky Martin - 『Veep/ヴィープ』 - "Inauguration"
- 2017: Beth McCarthy-Miller - 『Veep/ヴィープ』 - "Chicklet"
- 2018: ビル・ヘイダー - 『バリー』 - "Chapter One: Make Your Mark"
- 2019: ビル・ヘイダー - 『バリー』 - "ronny/lily"
- 2020: スザンナ・フォーゲル（英語版） - 『フライト・アテンダント』 - "夜遊びの代償"
- 2021: Lucia Aniello - 『Hacks』 - "There Is No Line"
- 2022: ビル・ヘイダー - 『バリー』 - "710N"
- 2023: クリストファー・ストーラー（英語版） - 『一流シェフのファミリーレストラン』 - "Fishes"

### ドラマシリーズ監督賞
- 2007: アラン・テイラー - 『マッドメン』 - 『煙が目にしみる』（原題："Smoke Gets in Your Eyes"）
- 2008: ダニエル・アッティアス -『THE WIRE/ザ・ワイヤー』- "Transitions"
- 2009: レスリー・リンカ・グラッター - 『マッドメン』 - 『ガイ・マッケンドリック』（原題："Guy Walks Into an Advertising Agency"）

### デイタイムシリアル監督賞
- 1991: ミヒャエル・シュティヒ - 『ボールド・アンド・ザ・ビューティフル』 - 第1103話
- 1992: スーザン・ストリックラー - Another World - 第7022話
- 1993: ジル・ミットウェル - 『ワン・ライフ・トゥ・リヴ』 - 第6356話
- 1994: ミヒャエル・シュティヒ - 『ボールド・アンド・ザ・ビューティフル』 - 第1884話
- 1995: ジル・ミットウェル & Alan Pultz - 『ジェネラル・ホスピタル』 - 第8248話
- 1996: Kathyrn Foster & マイク・デニー - 『ヤング・アンド・ザ・レストレス』 - 第5875話
- 1997: Scott McKinsey - 『ジェネラル・ホスピタル』 - 第8883話
- 1998: James Sayegh - 『ワン・ライフ・トゥ・リヴ』 - 第7572話
- 1999: Herb D. Stein & Roger W. Inman - 『デイズ・オブ・アワ・ライブス』 - 第8557話
- 2000: ジル・ミットウェル - 『ワン・ライフ・トゥ・リヴ』 - 第8205話
- 2001: William Ludel - 『ジェネラル・ホスピタル』 - 第9801話
- 2002: Scott McKinsey - Port Charles - 第1433話
- 2003: ラリー・カーペンター - 『ワン・ライフ・トゥ・リヴ』 - 第8849話
- 2004: Bruce S. Barry - 『ガイディング・ライト』 - 第14321話
- 2005: Owen Renfroe - 『ジェネラル・ホスピタル』 - 第10914話
- 2006: ジル・ミットウェル - 『ワン・ライフ・トゥ・リヴ』 - 第9779話
- 2007: ラリー・カーペンター - 『ワン・ライフ・トゥ・リヴ』 - 第9947話
- 2008: ラリー・カーペンター - 『ワン・ライフ・トゥ・リヴ』 - 第10281話